# Vängelälven
Der Vängelälven ist ein Fluss in den schwedischen Provinzen Jämtlands län und Västernorrlands län.
Er bildet eine Flussbifurkation zwischen dem Faxälven und dem Fjällsjöälven, welche beide Nebenflüsse des Ångermanälven sind.
Der etwa 40 km lange Vängelälven bildet einen der Abflüsse des Sporrsjöns südlich von Strömsund. Er fließt in östlicher Richtung durch mehrere Seen, darunter Mårdsjön und Vängelsjön, bevor er auf den Fjällsjöälven trifft.